# Oedesse
Oedesse ist eine Ortschaft in der Gemeinde Edemissen im Landkreis Peine in Niedersachsen.

## Geographie
Der Ort Oedesse liegt nördlich der Kreisstadt Peine zwischen den beiden Oberzentren Hannover und Braunschweig – am Rande der Südheide.

## Geschichte
Der Ort Oedesse wurde erstmals im Jahre 1323 als Oesedessen urkundlich erwähnt. Von 1532 bis 1885 gehörte der Ort zur Gografschaft Edemissen im Amt Meinersen. Danach kam er zum Landkreis Peine, zu dem er noch heute gehört. 1965 erfolgte der Zusammenschluss der selbständigen Gemeinden Edemissen, Alvesse, Blumenhagen, Mödesse, Voigtholz-Ahlemissen und seit 1971 auch Oedesse zur Samtgemeinde Edemissen. Im Zuge der Gebietsreform in Niedersachsen kam es am 1. März 1974 zur Bildung der Einheitsgemeinde Edemissen aus den Ortschaften der Samtgemeinde Edemissen und weiteren acht selbständigen Gemeinden. Der Ortsteil Klein Oedesse wird vermutlich durch die Ansiedlung „Dreiers Haus“ entstanden sein.

### Einwohnerentwicklung
| Jahr               | Einwohner |
| ------------------ | --------- |
| 1821               | 83        |
| 1848               | 102       |
| 1. Dezember 1871 ¹ | 130       |
| 1. Dezember 1885 ¹ | 208       |
| 1. Dezember 1905 ¹ | 187       |
| 16. Juni 1925 ¹    | 256 (257) |
| 16. Juni 1933 ¹    | 374       |
| 17. Mai 1939 ¹     | 339       |
| 31. Dezember 1945  | -         |
| 29. Oktober 1946 ¹ | 633 (692) |

| Jahr                 | Einwohner |
| -------------------- | --------- |
| 13. September 1950 ¹ | 618       |
| 6. Juni 1961 ¹       | 578       |
| 1. März 1964         | 567       |
| 27. Mai 1970 ¹       | 593       |

¹ Volkszählungsergebnis

## Religion
Die protestantische Glaubensrichtung festigte sich schon im frühen 16. Jahrhundert. Die Ortschaft Oedesse gehört zum Kirchspiel der Martin-Luther-Kirchengemeinde Edemissen im Kirchenkreis Peine.

## Politik

### Ortsrat
Der Ortsrat, der Oedesse vertritt, setzt sich aus sieben Mitgliedern zusammen. Die Ratsmitglieder werden durch eine Kommunalwahl für jeweils fünf Jahre gewählt.
Bei der Kommunalwahl 2021 ergab sich folgende Sitzverteilung:
| Ortsrat 2021Insgesamt 7 Sitze - SPD: 3 - CDU: 4 |

### Ortsbürgermeister
Ortsbürgermeisterin ist Petra Kühle (CDU), Stellvertreter ist Heinz Braunschweiger (CDU).

### Wappen
In der unteren Hälfte des gold-blau geteilten Schildes liegt ein silbernes Zahnrad in perspektivischer Ansicht, das sich auf einen von der Preussag übernommenen Betrieb für Ölbohrgeräte bezieht und in dessen Nabe zwei goldene Ähren gesteckt sind, um auf die Prägung der Oedesser durch Landwirtschaft und Industrie hinzuweisen. Weil Oedesse jahrhundertelang zu den welfischen Landen gehörte, schreitet der rot bewehrte blaue lüneburgische Löwe in der oberen Schildhälfte.

## Kultur und Sehenswürdigkeiten

### Veranstaltungen
- Osterfeuer
- Ortsjubiläum 700 Jahre (2023)
- Dorfabend
- Dorffest

### Vereinswesen
- Freiwillige Feuerwehr Oedesse
- Landfrauen Ortsgruppe Oedesse
- Oischer Jungs e. V.
- Schützenverein von 1924 e. V.
- Sozialverband Oedesse
- Turn- und Sportgemeinschaft Oedesse von 1981 e. V. / Just for fun Team e. V. (Fusion 2017)

## Wirtschaft und Infrastruktur

### Bergbau
Im April 1905 begann die Hannoversche Kaliwerke AG in Klein Oedesse mit der Abteufung des Schachtes Oedesse im Gefrierverfahren. Im Jahre 1912 war die Endteufe im Salzstock Berkhöpen bei 905 Metern erreicht. Von 1913 bis 1925 wurde Kalisalz gefördert. Im Jahre 1911 wurde noch ein zweiter Schacht Berkhöpen abgeteuft, 1915 mit 670 Meter seine Endsohle erreicht. Erst 1918 wurden die beiden Schächte in 540 Meter und 660 Meter Teufe miteinander verbunden. Der Schacht Berkhöpen diente von nun an als Wetterschacht. 1925 wurde die Kaliquote an den Ascherslebener Konzern übertragen und der Abbau in Klein Oedesse eingestellt. Am 12./13. August 1936 kam es zu einem Wassereinbruch (Laugeneinbruch) in der stillgelegten Schachtanlage, die innerhalb sehr kurzer Zeit vollkommen absoff. Die Anlage wurde 1937 auf „Abbruch“ verkauft und der Bauschutt in die Schächte verfüllt. Der Schacht Oedesse ist bis etwa zur Hälfte mit Feststoffen verfüllt, der Rest bis kurz unter die Oberfläche steht voll Wasser (Salzlauge). Der Schachtmund wurde mit einem Betondeckel verschlossen.
Im Jahre 2012 wurde der Schacht Berkhöpen mit Kies und Schotter verfüllt. Dazu wurden der Schachtdeckel und die Schachtkalotte abgebrochen und eine Arbeitsbühne errichtet. Bei der Verfüllung ging im November 2012 die Versatzsäule um etwa 40 Meter ab, was nach dem Prinzip der kommunizierenden Röhren für eine kurzzeitige Erhöhung des Wasserstandes im Schacht Oedesse führte, wodurch dessen Schachtdeckel aufschwamm und durch den entstandenen Spalt das Wasser abfließen konnte. Da sich Sole und Süßwasser nicht mischen, bestanden die oberen Meter der Wassersäule im Schacht nur aus „leicht mineralisiertem“ Süßwasser und die Umgebung des Schachtes wurde durch das Ereignis nicht versalzen.
Der Schacht Oedesse wurde bis Anfang 2015 mit 14.122 Tonnen Schotter und 6.414 Tonnen Kies verfüllt und mit einem 30 cm dicken Betondeckel verschlossen.

### Bildung
Neben Kindergärten sind heute in Edemissen Grundschule (in drei Ortsteilen auch verlässliche Grundschule), Hauptschule und Realschule. In Peine sind weiterführende Schulen wie Gymnasium und Berufsbildende Schule eingerichtet.

### Verkehr
Es gibt eine Busverbindung nach Edemissen und Peine. Die Autobahnanschlüsse Peine, Watenbüttel-Braunschweig und Hämelerwald-Lehrte sind für Berufspendler eine Anbindung an Braunschweig, Wolfsburg, Salzgitter und Hannover. Die Bahnhöfe Peine, Dedenhausen, Dollbergen und Hämelerwald sind auch für Bahnreisende erreichbar.